# Euridice (Caccini)
L’Euridice ist eine Oper in einem Prolog und drei Bildern von Giulio Caccini (Musik) mit einem Libretto von Ottavio Rinuccini.

## Handlung
In einem kurzen Prolog kündigt die allegorische „Tragödie“ das folgende Spiel an.
Orfeo und Euridice führen in Arkadien ein friedvolles Leben. Sie wollen heiraten, doch Dafne als Botin bringt Orfeo die Nachricht, dass Euridice an einem Schlangenbiss gestorben ist. Venere führt den verzweifelten Orfeo in die Unterwelt, wo er mit seinem flehenden Gesang Plutones und Proserpinas Mitleid erregen kann. Orfeo und Euridice können nach Arkadien zurückkehren, wo sie von jubelnden Hirten und Nymphen in Empfang genommen werden.

## Stil
Die Handlungsidee entstammt Überlegungen florentinischer Dichter und Gelehrter zu Ende des 16. Jahrhunderts, die Aufführung antiker Tragödien und den Klang antiker Musik wiederzubeleben. Das Libretto von Rinuccini hält sich eng an die mythologische Vorlage des Orpheus-Stoffs, ändert das Ende aber dem Anlass der Entstehung (einer königlichen Hochzeit) angemessen zu einem lieto fine, einem glücklichen Ausgang, bei dem Euridice aus der Unterwelt des Todes zurückgeholt wird und mit Orfeo glücklich weiterlebt.
Ebenso wie Jacopo Peris gleichzeitig entstandene Euridice auf dasselbe Libretto steht Caccinis Werk zeitlich am Anfang der Gattung Oper, für die beide zunächst einen rezitativischen Gesangsstil für den dramatischen Text entwickelten. Die Musikwissenschaftlerin Silke Leopold sieht Caccinis Euridice Peris Konkurrenzwerk an melodischem Einfallsreichtum unterlegen, aber dennoch theaterwirksamer gestaltet.

## Geschichte
Giulio Caccini pflegte eine langdauernde Rivalität mit dem etwa zehn Jahre jüngeren Komponistenkollegen Jacopo Peri, der ebenfalls Mitglied der Camerata Fiorentina war. Als Peri im Jahre 1600 den Auftrag erhielt, anlässlich der Hochzeit von König Heinrichs IV. von Frankreich mit Maria de’ Medici ein musikalisches Bühnenwerk zu komponieren, wählte er das mythologische Orpheus-Sujet. Auch Caccini begann, das Libretto von Ottavio Rinuccini zu vertonen. Die Aufführung von Peris Favola in Musica bei den Vermählungsfeierlichkeiten am 6. Oktober 1600 geriet zu einer Klitterung, denn einige der engagierten Sänger gehörten zur Entourage des intriganten Caccini, unter ihnen auch seine Tochter Francesca. Diese weigerten sich, die von Peri für sie komponierten Passagen zu singen; stattdessen sangen sie die entsprechenden Teile aus Caccinis Vertonung. Die Uraufführung der ältesten überlieferten Oper der Musikgeschichte geriet auf diese Weise zu einem nicht mehr exakt nachzuvollziehenden Pasticcio aus zwei verschiedenen Vertonungen desselben Textbuchs. Nach der Aufführung beeilte sich Caccini, sein Werk zu vollenden und noch vor Peris Euridice im Druck erscheinen zu lassen. Es wurde auf diese Weise zur ältesten gedruckten Oper der Geschichte, obwohl es erst zwei Jahre später uraufgeführt wurde. Caccini erhob noch Jahre später, im Vorwort zur zweiten Ausgabe seiner Nuove Musiche 1614 den Anspruch, den stile recitativo erfunden zu haben. Dieser Anspruch wurde jedoch von seinen Zeitgenossen nicht anerkannt und ignoriert.
Das selten zu hörende Werk wurde 2013 bei den Innsbrucker Festwochen der Alten Musik unter der musikalischen Leitung von Rinaldo Alessandrini wieder aufgeführt und auf CD eingespielt.

## Aufnahmen / Diskographie
- L’Euridice. Rodrigo de Zayas (Dir.); Chœurs et Orchestre de Rennes. Véronique Dietschy/J. Ingo Foronda/Catalina Moncloa Deptre/Judith Monk/Francisco Javier Valls Santos. 1979, Arion ARN 238023 (2 LP)
- L’Euridice. Nicolas Achten (Dir.), Ensemble Scherzi Musicali, 2009, Ricercar RIC 269 (CD)
- L’Euridice. Rinaldo Alessandrini (Dir.), Concerto Italiano, 2014, Naïve OP 30552 (CD)